# دفارز دور فلاندرز للسيدات 2022
دفارز دور فلاندرز للسيدات 2022 (بالفرنسية: À travers les Flandres féminin 2022)‏ هو سباق دراجات هوائية، وهو الموسم العاشر من دفارز دور فلاندرز للسيدات، وأقيم في 30 مارس 2022 ضمن سباقات سباق الدراجات على الطريق للسيدات 2022، وشارك فيه 138 متسابقاً ووصل إلى نهايته 113 متسابقاً.
فاز بالمركز الأول كيارا كونسوني، وبالمركز الثاني Julie De Wilde ‏، وبالمركز الثالث Elise Chabbey ‏.

## الفرق
| فرق سيدات عالمية (13)- Liv AlUla Jayco ‏ - كانيون–إس آر إيه إم ريسينغ 2022 ‏ - EF Education–Tibco–SVB ‏ - FDJ–Suez ‏ - رالي سايكلنج 2022 ‏ - جامبو فيسما للسيدات 2022 ‏ - ليف ريسينغ 2022 ‏ - موفيستار للسيدات 2022 ‏ - فريق رولان كوجياس إديلويس 2022 ‏ - فريق سنويب للسيدات 2022 ‏ - Lidl–Trek (women's team) ‏ - يو أي أيه تيم 2022 ‏ - فريق أونو إكس برو للدراجات للسيدات 2022 ‏ فرق دراجات قارية سيدات (11)- Andy Schleck–CP NVST–Immo Losch ‏ - اركيا للسيدات 2022 ‏ - بنجوال شوفالمير-فان إيك سبورت 2022 ‏ - Cofidis Women Team ‏ - لي كول واهو 2022 ‏ - مولتوم أكونتانتس 2022 ‏ - إن إكس تي جي ريسينغ 2022 ‏ - باركهوتل فالكنبورغ 2022 ‏ - بلانتور بورا 2022 ‏ - روبل كليننينج 2022 ‏ - فالكار ترافل سيرفس 2022 ‏ |  |
| |  |

## المشاركون
| موفيستار للسيدات ‏ MOV | موفيستار للسيدات ‏ MOV         | موفيستار للسيدات ‏ MOV |
| --------------------- | ----------------------------- | --------------------- |
| م                     | عداء                          | مرتبة                 |
| 1                     | أنيميك فان فليوتن             | 21                    |
| 2                     | Jelena Erić (cyclist) ‏ (طريق) | 109                   |
| 3                     | شيلا جوتيريز                  | لم يكمل السباق        |
| 4                     | Lourdes Oyarbide ‏             | 64                    |
| 5                     | Sarah Gigante ‏                | 110                   |
| 6                     | أرلينيس سيرا                  | 9                     |

| Lidl–Trek (women's team) ‏ TFS | Lidl–Trek (women's team) ‏ TFS | Lidl–Trek (women's team) ‏ TFS |
| ----------------------------- | ----------------------------- | ----------------------------- |
| م                             | عداء                          | مرتبة                         |
| 11                            | لوسيندا براند                 | 11                            |
| 12                            | كلو هوسكينغ                   | 106                           |
| 13                            | إليسا ونغو بورغيني (طريق)     | 25                            |
| 14                            | ليا توماس                     | 60                            |
| 15                            | Lauretta Hanson ‏              | 104                           |
| 16                            | Ellen van Dijk (طريق)         | 20                            |

| جامبو فيسما للسيدات ‏ TJV | جامبو فيسما للسيدات ‏ TJV | جامبو فيسما للسيدات ‏ TJV |
| ------------------------ | ------------------------ | ------------------------ |
| م                        | عداء                     | مرتبة                    |
| 21                       | Amber Kraak ‏             | 47                       |
| 22                       | Teuntje Beekhuis ‏        | 30                       |
| 23                       | أنوسكا كوستر             | 16                       |
| 24                       | Linda Riedmann ‏          | 43                       |
| 25                       | Noemi Rüegg ‏             | 44                       |
| 26                       | Karlijn Swinkels ‏        | 10                       |

| كانيون–إس آر إيه إم ‏ CSR | كانيون–إس آر إيه إم ‏ CSR | كانيون–إس آر إيه إم ‏ CSR |
| ------------------------ | ------------------------ | ------------------------ |
| م                        | عداء                     | مرتبة                    |
| 31                       | Shari Bossuyt ‏           | 8                        |
| 32                       | Maud Oudeman ‏            | 77                       |
| 33                       | Elise Chabbey ‏           | 3                        |
| 34                       | Mikayla Harvey ‏          | 59                       |
| 35                       | سارة روي                 | 27                       |
| 36                       | ثريا بالادين             | لم يكمل السباق           |

| EF Education–Tibco–SVB ‏ TIB | EF Education–Tibco–SVB ‏ TIB | EF Education–Tibco–SVB ‏ TIB |
| --------------------------- | --------------------------- | --------------------------- |
| م                           | عداء                        | مرتبة                       |
| 41                          | Tanja Erath ‏                | 83                          |
| 42                          | Veronica Ewers ‏             | 54                          |
| 43                          | Emma Langley ‏               | 108                         |
| 44                          | Sara Poidevin ‏              | 107                         |
| 45                          | Elizabeth Banks             | 113                         |
| 46                          | Letizia Borghesi ‏           | 12                          |

| FDJ–Suez ‏ FSF | FDJ–Suez ‏ FSF       | FDJ–Suez ‏ FSF |
| ------------- | ------------------- | ------------- |
| م             | عداء                | مرتبة         |
| 51            | سيسيلي أوتوب لودفيغ | 24            |
| 52            | برودي شابمان        | 28            |
| 53            | Maëlle Grossetête ‏  | 100           |
| 54            | إميليا فهلين        | 99            |
| 55            | Marie Le Net ‏       | 7             |
| 56            | Victorie Guilman ‏   | 56            |

| رالي سايكلنج ‏ HPW | رالي سايكلنج ‏ HPW  | رالي سايكلنج ‏ HPW |
| ----------------- | ------------------ | ----------------- |
| م                 | عداء               | مرتبة             |
| 62                | Evy Kuijpers ‏      | لم يكمل السباق    |
| 63                | Makayla MacPherson‏ | لم يكمل السباق    |
| 64                | Barbara Malcotti ‏  | 55                |
| 66                | Eri Yonamine ‏      | 111               |

| ليف ريسينغ ‏ LIV | ليف ريسينغ ‏ LIV   | ليف ريسينغ ‏ LIV |
| --------------- | ----------------- | --------------- |
| م               | عداء              | مرتبة           |
| 71              | Valerie Demey ‏    | 31              |
| 72              | Rachele Barbieri ‏ | 6               |
| 74              | Marta Jaskulska ‏  | 19              |
| 75              | Katia Ragusa ‏     | لم يكمل السباق  |
| 76              | إيفا بورمان       | لم يكمل السباق  |

| فريق كوجياس ميتلر لوك برو للدراجات ‏ CGS | فريق كوجياس ميتلر لوك برو للدراجات ‏ CGS | فريق كوجياس ميتلر لوك برو للدراجات ‏ CGS |
| --------------------------------------- | --------------------------------------- | --------------------------------------- |
| م                                       | عداء                                    | مرتبة                                   |
| 81                                      | Hannah Buch ‏                            | لم يكمل السباق                          |
| 82                                      | تمارا بالابولينا ‏                       | 14                                      |
| 83                                      | غولناز خاتونتسيفا                       | 78                                      |
| 84                                      | ديانا كليموفا                           | لم يكمل السباق                          |
| 86                                      | Léa Stern‏                               | لم يكمل السباق                          |

| Liv AlUla Jayco ‏ BEX | Liv AlUla Jayco ‏ BEX | Liv AlUla Jayco ‏ BEX |
| -------------------- | -------------------- | -------------------- |
| م                    | عداء                 | مرتبة                |
| 91                   | أماندا سبرات         | 63                   |
| 92                   | جيسيكا ألين          | 101                  |
| 93                   | جورجيا بيكر          | 26                   |
| 94                   | نينا كيسلر           | 36                   |
| 95                   | Alexandra Manly ‏     | 23                   |
| 96                   | Ruby Roseman-Gannon ‏ | 17                   |

| فريق سنويب للسيدات ‏ DSM | فريق سنويب للسيدات ‏ DSM | فريق سنويب للسيدات ‏ DSM |
| ----------------------- | ----------------------- | ----------------------- |
| م                       | عداء                    | مرتبة                   |
| 101                     | فلورتجي ماكايج          | 18                      |
| 102                     | ليا كيرشمان             | 50                      |
| 103                     | Megan Jastrab ‏          | 37                      |
| 104                     | جولييت لابوس            | 32                      |
| 105                     | ليان ليبرت              | 22                      |
| 106                     | فايفر جورجي (طريق)      | 4                       |

| يو أي أيه تيم ‏ UAD | يو أي أيه تيم ‏ UAD  | يو أي أيه تيم ‏ UAD |
| ------------------ | ------------------- | ------------------ |
| م                  | عداء                | مرتبة              |
| 111                | مارتا باستيانيلي    | 5                  |
| 112                | صوفيا بيرتيزولو     | 68                 |
| 113                | Maaike Boogaard ‏    | 15                 |
| 114                | يوجينة بوجاك (طريق) | 35                 |
| 115                | Alena Ivanchenko ‏   | 53                 |
| 116                | Anna Trevisi ‏       | 91                 |

| فريق أونو إكس برو للدراجات للسيدات ‏ UXT | فريق أونو إكس برو للدراجات للسيدات ‏ UXT | فريق أونو إكس برو للدراجات للسيدات ‏ UXT |
| --------------------------------------- | --------------------------------------- | --------------------------------------- |
| م                                       | عداء                                    | مرتبة                                   |
| 121                                     | هانا بارنز                              | 34                                      |
| 122                                     | سوزان أندرسن                            | 13                                      |
| 123                                     | هانا لودفيغ                             | 85                                      |
| 124                                     | Wilma Olausson ‏                         | لم يكمل السباق                          |
| 125                                     | Mie Bjørndal Ottestad ‏                  | 39                                      |
| 126                                     | Amalie Lutro ‏                           | لم يكمل السباق                          |

| Andy Schleck–CP NVST–Immo Losch ‏ ASC | Andy Schleck–CP NVST–Immo Losch ‏ ASC | Andy Schleck–CP NVST–Immo Losch ‏ ASC |
| ------------------------------------ | ------------------------------------ | ------------------------------------ |
| م                                    | عداء                                 | مرتبة                                |
| 132                                  | Georgia Danford‏                      | 86                                   |
| 133                                  | Zsófia Szabó ‏                        | لم يكمل السباق                       |
| 134                                  | Sarah Rijkes ‏                        | لم يكمل السباق                       |
| 136                                  | Friederike Stern‏                     | لم يكمل السباق                       |

| اركيا للسيدات ‏ ARK | اركيا للسيدات ‏ ARK  | اركيا للسيدات ‏ ARK |
| ------------------ | ------------------- | ------------------ |
| م                  | عداء                | مرتبة              |
| 141                | Yuliia Biriukova ‏   | 80                 |
| 142                | Morgane Coston ‏     | 93                 |
| 143                | Amandine Fouquenet ‏ | 57                 |
| 144                | بولين ألين          | 71                 |
| 145                | Anaïs Morichon ‏     | 69                 |
| 146                | Greta Richioud ‏     | 62                 |

| بنجوال شوفالمير ‏ BCV | بنجوال شوفالمير ‏ BCV | بنجوال شوفالمير ‏ BCV |
| -------------------- | -------------------- | -------------------- |
| م                    | عداء                 | مرتبة                |
| 151                  | Minke Bakker‏         | لم يكمل السباق       |
| 152                  | Lotte Claes ‏         | 97                   |
| 153                  | Naomi de Roeck‏       | 89                   |
| 154                  | Olha Kulynych ‏       | 95                   |
| 155                  | Claudia Jongerius‏    | لم يكمل السباق       |
| 156                  | Danique Braam ‏       | 74                   |

| Cofidis Women Team ‏ COF | Cofidis Women Team ‏ COF | Cofidis Women Team ‏ COF |
| ----------------------- | ----------------------- | ----------------------- |
| م                       | عداء                    | مرتبة                   |
| 161                     | Martina Alzini ‏         | 66                      |
| 162                     | Victoire Berteau ‏       | 65                      |
| 163                     | Alana Castrique ‏        | 38                      |
| 164                     | فالنتاين فورتين         | لم يكمل السباق          |
| 165                     | بيرنيل ماثيسين          | 112                     |
| 166                     | Rachel Neylan ‏          | 58                      |

| روبل كليننينج ‏ IBC | روبل كليننينج ‏ IBC       | روبل كليننينج ‏ IBC |
| ------------------ | ------------------------ | ------------------ |
| م                  | عداء                     | مرتبة              |
| 171                | Loes Adegeest ‏           | 88                 |
| 172                | Lena Charlotte Reißner ‏  | 90                 |
| 173                | Svenja Betz‏              | 87                 |
| 174                | Antonia Gröndahl ‏ (طريق) | 105                |
| 175                | Megan Armitage ‏          | 92                 |
| 176                | Haylee Fuller‏            | 96                 |

| دروبز ‏ DRP | دروبز ‏ DRP           | دروبز ‏ DRP     |
| ---------- | -------------------- | -------------- |
| م          | عداء                 | مرتبة          |
| 181        | آنا كريستيان ‏        | 98             |
| 182        | ماريا مارتينز (طريق) | لم يكمل السباق |
| 183        | April Tacey ‏         | 52             |
| 184        | إيدر ميرينو كورتازار | 102            |
| 185        | غلاديس فيرهلست ‏      | 103            |
| 186        | Alice Towers ‏        | 41             |

| أوتوجلاس ويترين ‏ MUL | أوتوجلاس ويترين ‏ MUL | أوتوجلاس ويترين ‏ MUL |
| -------------------- | -------------------- | -------------------- |
| م                    | عداء                 | مرتبة                |
| 191                  | Fien Delbaere ‏       | 76                   |
| 192                  | Marthe Goossens ‏     | 48                   |
| 193                  | Sara Maes‏            | لم يكمل السباق       |
| 194                  | Elisa Serné‏          | 73                   |
| 195                  | Julie Stockman‏       | لم يكمل السباق       |
| 196                  | Céline van Houtum‏    | لم يكمل السباق       |

| إن إكس تي جي ريسينغ ‏ AGI | إن إكس تي جي ريسينغ ‏ AGI | إن إكس تي جي ريسينغ ‏ AGI |
| ------------------------ | ------------------------ | ------------------------ |
| م                        | عداء                     | مرتبة                    |
| 201                      | Maureen Arens ‏           | 81                       |
| 202                      | Cassia Boglio‏            | 94                       |
| 203                      | Amelia Sharpe ‏           | لم يكمل السباق           |
| 204                      | Lone Meertens ‏           | 46                       |
| 205                      | Yuli Van der Molen ‏      | لم يكمل السباق           |
| 206                      | Eline Van Rooijen ‏       | 79                       |

| باركهوتل فالكنبورغ ‏ PHV | باركهوتل فالكنبورغ ‏ PHV | باركهوتل فالكنبورغ ‏ PHV |
| ----------------------- | ----------------------- | ----------------------- |
| م                       | عداء                    | مرتبة                   |
| 211                     | Pien Limpens ‏           | 82                      |
| 212                     | Lieke Nooijen ‏          | لم يكمل السباق          |
| 213                     | Quinty Schoens ‏         | 40                      |
| 214                     | Julia van Bokhoven ‏     | لم يكمل السباق          |
| 215                     | كيرستي فان هافتن        | 51                      |
| 216                     | Rosalie Van der Wolf‏    | 84                      |

| بلانتور بورا سيلينج تيم ‏ PLP | بلانتور بورا سيلينج تيم ‏ PLP | بلانتور بورا سيلينج تيم ‏ PLP |
| ---------------------------- | ---------------------------- | ---------------------------- |
| م                            | عداء                         | مرتبة                        |
| 221                          | إنج فان دير هيدين            | 67                           |
| 222                          | ساني كانت                    | 33                           |
| 223                          | Julie De Wilde ‏              | 2                            |
| 224                          | Justine Ghekiere ‏            | 49                           |
| 225                          | Laura Süßemilch ‏             | 29                           |
| 226                          | Julie Van de Velde ‏          | 72                           |

| فالكار سيلانس ‏ VAL | فالكار سيلانس ‏ VAL   | فالكار سيلانس ‏ VAL |
| ------------------ | -------------------- | ------------------ |
| م                  | عداء                 | مرتبة              |
| 231                | Alice Maria Arzuffi ‏ | 45                 |
| 232                | Anastasia Carbonari ‏ | 70                 |
| 233                | كيارا كونسوني        | 1                  |
| 234                | Olivia Baril ‏        | 61                 |
| 235                | Karolina Kumięga ‏    | 75                 |
| 236                | Margaux Vigié ‏       | 42                 |

| موفيستار للسيدات ‏ MOV | موفيستار للسيدات ‏ MOV         | موفيستار للسيدات ‏ MOV |
| --------------------- | ----------------------------- | --------------------- |
| م                     | عداء                          | مرتبة                 |
| 1                     | أنيميك فان فليوتن             | 21                    |
| 2                     | Jelena Erić (cyclist) ‏ (طريق) | 109                   |
| 3                     | شيلا جوتيريز                  | لم يكمل السباق        |
| 4                     | Lourdes Oyarbide ‏             | 64                    |
| 5                     | Sarah Gigante ‏                | 110                   |
| 6                     | أرلينيس سيرا                  | 9                     |

| Lidl–Trek (women's team) ‏ TFS | Lidl–Trek (women's team) ‏ TFS | Lidl–Trek (women's team) ‏ TFS |
| ----------------------------- | ----------------------------- | ----------------------------- |
| م                             | عداء                          | مرتبة                         |
| 11                            | لوسيندا براند                 | 11                            |
| 12                            | كلو هوسكينغ                   | 106                           |
| 13                            | إليسا ونغو بورغيني (طريق)     | 25                            |
| 14                            | ليا توماس                     | 60                            |
| 15                            | Lauretta Hanson ‏              | 104                           |
| 16                            | Ellen van Dijk (طريق)         | 20                            |

| جامبو فيسما للسيدات ‏ TJV | جامبو فيسما للسيدات ‏ TJV | جامبو فيسما للسيدات ‏ TJV |
| ------------------------ | ------------------------ | ------------------------ |
| م                        | عداء                     | مرتبة                    |
| 21                       | Amber Kraak ‏             | 47                       |
| 22                       | Teuntje Beekhuis ‏        | 30                       |
| 23                       | أنوسكا كوستر             | 16                       |
| 24                       | Linda Riedmann ‏          | 43                       |
| 25                       | Noemi Rüegg ‏             | 44                       |
| 26                       | Karlijn Swinkels ‏        | 10                       |

| كانيون–إس آر إيه إم ‏ CSR | كانيون–إس آر إيه إم ‏ CSR | كانيون–إس آر إيه إم ‏ CSR |
| ------------------------ | ------------------------ | ------------------------ |
| م                        | عداء                     | مرتبة                    |
| 31                       | Shari Bossuyt ‏           | 8                        |
| 32                       | Maud Oudeman ‏            | 77                       |
| 33                       | Elise Chabbey ‏           | 3                        |
| 34                       | Mikayla Harvey ‏          | 59                       |
| 35                       | سارة روي                 | 27                       |
| 36                       | ثريا بالادين             | لم يكمل السباق           |

| EF Education–Tibco–SVB ‏ TIB | EF Education–Tibco–SVB ‏ TIB | EF Education–Tibco–SVB ‏ TIB |
| --------------------------- | --------------------------- | --------------------------- |
| م                           | عداء                        | مرتبة                       |
| 41                          | Tanja Erath ‏                | 83                          |
| 42                          | Veronica Ewers ‏             | 54                          |
| 43                          | Emma Langley ‏               | 108                         |
| 44                          | Sara Poidevin ‏              | 107                         |
| 45                          | Elizabeth Banks             | 113                         |
| 46                          | Letizia Borghesi ‏           | 12                          |

| FDJ–Suez ‏ FSF | FDJ–Suez ‏ FSF       | FDJ–Suez ‏ FSF |
| ------------- | ------------------- | ------------- |
| م             | عداء                | مرتبة         |
| 51            | سيسيلي أوتوب لودفيغ | 24            |
| 52            | برودي شابمان        | 28            |
| 53            | Maëlle Grossetête ‏  | 100           |
| 54            | إميليا فهلين        | 99            |
| 55            | Marie Le Net ‏       | 7             |
| 56            | Victorie Guilman ‏   | 56            |

| رالي سايكلنج ‏ HPW | رالي سايكلنج ‏ HPW  | رالي سايكلنج ‏ HPW |
| ----------------- | ------------------ | ----------------- |
| م                 | عداء               | مرتبة             |
| 62                | Evy Kuijpers ‏      | لم يكمل السباق    |
| 63                | Makayla MacPherson‏ | لم يكمل السباق    |
| 64                | Barbara Malcotti ‏  | 55                |
| 66                | Eri Yonamine ‏      | 111               |

| ليف ريسينغ ‏ LIV | ليف ريسينغ ‏ LIV   | ليف ريسينغ ‏ LIV |
| --------------- | ----------------- | --------------- |
| م               | عداء              | مرتبة           |
| 71              | Valerie Demey ‏    | 31              |
| 72              | Rachele Barbieri ‏ | 6               |
| 74              | Marta Jaskulska ‏  | 19              |
| 75              | Katia Ragusa ‏     | لم يكمل السباق  |
| 76              | إيفا بورمان       | لم يكمل السباق  |

| فريق كوجياس ميتلر لوك برو للدراجات ‏ CGS | فريق كوجياس ميتلر لوك برو للدراجات ‏ CGS | فريق كوجياس ميتلر لوك برو للدراجات ‏ CGS |
| --------------------------------------- | --------------------------------------- | --------------------------------------- |
| م                                       | عداء                                    | مرتبة                                   |
| 81                                      | Hannah Buch ‏                            | لم يكمل السباق                          |
| 82                                      | تمارا بالابولينا ‏                       | 14                                      |
| 83                                      | غولناز خاتونتسيفا                       | 78                                      |
| 84                                      | ديانا كليموفا                           | لم يكمل السباق                          |
| 86                                      | Léa Stern‏                               | لم يكمل السباق                          |

| Liv AlUla Jayco ‏ BEX | Liv AlUla Jayco ‏ BEX | Liv AlUla Jayco ‏ BEX |
| -------------------- | -------------------- | -------------------- |
| م                    | عداء                 | مرتبة                |
| 91                   | أماندا سبرات         | 63                   |
| 92                   | جيسيكا ألين          | 101                  |
| 93                   | جورجيا بيكر          | 26                   |
| 94                   | نينا كيسلر           | 36                   |
| 95                   | Alexandra Manly ‏     | 23                   |
| 96                   | Ruby Roseman-Gannon ‏ | 17                   |

| فريق سنويب للسيدات ‏ DSM | فريق سنويب للسيدات ‏ DSM | فريق سنويب للسيدات ‏ DSM |
| ----------------------- | ----------------------- | ----------------------- |
| م                       | عداء                    | مرتبة                   |
| 101                     | فلورتجي ماكايج          | 18                      |
| 102                     | ليا كيرشمان             | 50                      |
| 103                     | Megan Jastrab ‏          | 37                      |
| 104                     | جولييت لابوس            | 32                      |
| 105                     | ليان ليبرت              | 22                      |
| 106                     | فايفر جورجي (طريق)      | 4                       |

| يو أي أيه تيم ‏ UAD | يو أي أيه تيم ‏ UAD  | يو أي أيه تيم ‏ UAD |
| ------------------ | ------------------- | ------------------ |
| م                  | عداء                | مرتبة              |
| 111                | مارتا باستيانيلي    | 5                  |
| 112                | صوفيا بيرتيزولو     | 68                 |
| 113                | Maaike Boogaard ‏    | 15                 |
| 114                | يوجينة بوجاك (طريق) | 35                 |
| 115                | Alena Ivanchenko ‏   | 53                 |
| 116                | Anna Trevisi ‏       | 91                 |

| فريق أونو إكس برو للدراجات للسيدات ‏ UXT | فريق أونو إكس برو للدراجات للسيدات ‏ UXT | فريق أونو إكس برو للدراجات للسيدات ‏ UXT |
| --------------------------------------- | --------------------------------------- | --------------------------------------- |
| م                                       | عداء                                    | مرتبة                                   |
| 121                                     | هانا بارنز                              | 34                                      |
| 122                                     | سوزان أندرسن                            | 13                                      |
| 123                                     | هانا لودفيغ                             | 85                                      |
| 124                                     | Wilma Olausson ‏                         | لم يكمل السباق                          |
| 125                                     | Mie Bjørndal Ottestad ‏                  | 39                                      |
| 126                                     | Amalie Lutro ‏                           | لم يكمل السباق                          |

| Andy Schleck–CP NVST–Immo Losch ‏ ASC | Andy Schleck–CP NVST–Immo Losch ‏ ASC | Andy Schleck–CP NVST–Immo Losch ‏ ASC |
| ------------------------------------ | ------------------------------------ | ------------------------------------ |
| م                                    | عداء                                 | مرتبة                                |
| 132                                  | Georgia Danford‏                      | 86                                   |
| 133                                  | Zsófia Szabó ‏                        | لم يكمل السباق                       |
| 134                                  | Sarah Rijkes ‏                        | لم يكمل السباق                       |
| 136                                  | Friederike Stern‏                     | لم يكمل السباق                       |

| اركيا للسيدات ‏ ARK | اركيا للسيدات ‏ ARK  | اركيا للسيدات ‏ ARK |
| ------------------ | ------------------- | ------------------ |
| م                  | عداء                | مرتبة              |
| 141                | Yuliia Biriukova ‏   | 80                 |
| 142                | Morgane Coston ‏     | 93                 |
| 143                | Amandine Fouquenet ‏ | 57                 |
| 144                | بولين ألين          | 71                 |
| 145                | Anaïs Morichon ‏     | 69                 |
| 146                | Greta Richioud ‏     | 62                 |

| بنجوال شوفالمير ‏ BCV | بنجوال شوفالمير ‏ BCV | بنجوال شوفالمير ‏ BCV |
| -------------------- | -------------------- | -------------------- |
| م                    | عداء                 | مرتبة                |
| 151                  | Minke Bakker‏         | لم يكمل السباق       |
| 152                  | Lotte Claes ‏         | 97                   |
| 153                  | Naomi de Roeck‏       | 89                   |
| 154                  | Olha Kulynych ‏       | 95                   |
| 155                  | Claudia Jongerius‏    | لم يكمل السباق       |
| 156                  | Danique Braam ‏       | 74                   |

| Cofidis Women Team ‏ COF | Cofidis Women Team ‏ COF | Cofidis Women Team ‏ COF |
| ----------------------- | ----------------------- | ----------------------- |
| م                       | عداء                    | مرتبة                   |
| 161                     | Martina Alzini ‏         | 66                      |
| 162                     | Victoire Berteau ‏       | 65                      |
| 163                     | Alana Castrique ‏        | 38                      |
| 164                     | فالنتاين فورتين         | لم يكمل السباق          |
| 165                     | بيرنيل ماثيسين          | 112                     |
| 166                     | Rachel Neylan ‏          | 58                      |

| روبل كليننينج ‏ IBC | روبل كليننينج ‏ IBC       | روبل كليننينج ‏ IBC |
| ------------------ | ------------------------ | ------------------ |
| م                  | عداء                     | مرتبة              |
| 171                | Loes Adegeest ‏           | 88                 |
| 172                | Lena Charlotte Reißner ‏  | 90                 |
| 173                | Svenja Betz‏              | 87                 |
| 174                | Antonia Gröndahl ‏ (طريق) | 105                |
| 175                | Megan Armitage ‏          | 92                 |
| 176                | Haylee Fuller‏            | 96                 |

| دروبز ‏ DRP | دروبز ‏ DRP           | دروبز ‏ DRP     |
| ---------- | -------------------- | -------------- |
| م          | عداء                 | مرتبة          |
| 181        | آنا كريستيان ‏        | 98             |
| 182        | ماريا مارتينز (طريق) | لم يكمل السباق |
| 183        | April Tacey ‏         | 52             |
| 184        | إيدر ميرينو كورتازار | 102            |
| 185        | غلاديس فيرهلست ‏      | 103            |
| 186        | Alice Towers ‏        | 41             |

| أوتوجلاس ويترين ‏ MUL | أوتوجلاس ويترين ‏ MUL | أوتوجلاس ويترين ‏ MUL |
| -------------------- | -------------------- | -------------------- |
| م                    | عداء                 | مرتبة                |
| 191                  | Fien Delbaere ‏       | 76                   |
| 192                  | Marthe Goossens ‏     | 48                   |
| 193                  | Sara Maes‏            | لم يكمل السباق       |
| 194                  | Elisa Serné‏          | 73                   |
| 195                  | Julie Stockman‏       | لم يكمل السباق       |
| 196                  | Céline van Houtum‏    | لم يكمل السباق       |

| إن إكس تي جي ريسينغ ‏ AGI | إن إكس تي جي ريسينغ ‏ AGI | إن إكس تي جي ريسينغ ‏ AGI |
| ------------------------ | ------------------------ | ------------------------ |
| م                        | عداء                     | مرتبة                    |
| 201                      | Maureen Arens ‏           | 81                       |
| 202                      | Cassia Boglio‏            | 94                       |
| 203                      | Amelia Sharpe ‏           | لم يكمل السباق           |
| 204                      | Lone Meertens ‏           | 46                       |
| 205                      | Yuli Van der Molen ‏      | لم يكمل السباق           |
| 206                      | Eline Van Rooijen ‏       | 79                       |

| باركهوتل فالكنبورغ ‏ PHV | باركهوتل فالكنبورغ ‏ PHV | باركهوتل فالكنبورغ ‏ PHV |
| ----------------------- | ----------------------- | ----------------------- |
| م                       | عداء                    | مرتبة                   |
| 211                     | Pien Limpens ‏           | 82                      |
| 212                     | Lieke Nooijen ‏          | لم يكمل السباق          |
| 213                     | Quinty Schoens ‏         | 40                      |
| 214                     | Julia van Bokhoven ‏     | لم يكمل السباق          |
| 215                     | كيرستي فان هافتن        | 51                      |
| 216                     | Rosalie Van der Wolf‏    | 84                      |

| بلانتور بورا سيلينج تيم ‏ PLP | بلانتور بورا سيلينج تيم ‏ PLP | بلانتور بورا سيلينج تيم ‏ PLP |
| ---------------------------- | ---------------------------- | ---------------------------- |
| م                            | عداء                         | مرتبة                        |
| 221                          | إنج فان دير هيدين            | 67                           |
| 222                          | ساني كانت                    | 33                           |
| 223                          | Julie De Wilde ‏              | 2                            |
| 224                          | Justine Ghekiere ‏            | 49                           |
| 225                          | Laura Süßemilch ‏             | 29                           |
| 226                          | Julie Van de Velde ‏          | 72                           |

| فالكار سيلانس ‏ VAL | فالكار سيلانس ‏ VAL   | فالكار سيلانس ‏ VAL |
| ------------------ | -------------------- | ------------------ |
| م                  | عداء                 | مرتبة              |
| 231                | Alice Maria Arzuffi ‏ | 45                 |
| 232                | Anastasia Carbonari ‏ | 70                 |
| 233                | كيارا كونسوني        | 1                  |
| 234                | Olivia Baril ‏        | 61                 |
| 235                | Karolina Kumięga ‏    | 75                 |
| 236                | Margaux Vigié ‏       | 42                 |

## التصنيف العام النهائي
| التصنيف العام                          | التصنيف العام     | التصنيف العام   | التصنيف العام            | التصنيف العام |
| العداء                                 | العداء            | البلد           | الفريق                   | الوقت         |
| -------------------------------------- | ----------------- | --------------- | ------------------------ | ------------- |
| 1                                      | كيارا كونسوني     | إيطاليا         | فالكار سيلانس ‏           | 3 س 06 د 40 ث |
| 2                                      | Julie De Wilde ‏   | بلجيكا          | بلانتور بورا سيلينج تيم ‏ | + 0 ث         |
| 3                                      | Elise Chabbey ‏    | سويسرا          | كانيون–إس آر إيه إم ‏     | + 0 ث         |
| 4                                      | فايفر جورجي       | المملكة المتحدة | فريق سنويب للسيدات ‏      | + 0 ث         |
| 5                                      | مارتا باستيانيلي  | إيطاليا         | يو أي أيه تيم ‏           | + 0 ث         |
| 6                                      | Rachele Barbieri ‏ | إيطاليا         | ليف ريسينغ ‏              | + 0 ث         |
| 7                                      | Marie Le Net ‏     | فرنسا           | FDJ–Suez ‏                | + 0 ث         |
| 8                                      | Shari Bossuyt ‏    | بلجيكا          | كانيون–إس آر إيه إم ‏     | + 0 ث         |
| 9                                      | أرلينيس سيرا      | كوبا            | موفيستار للسيدات ‏        | + 0 ث         |
| 10                                     | Karlijn Swinkels ‏ | هولندا          | جامبو فيسما للسيدات ‏     | + 0 ث         |
| مصدر: ProCyclingStats Cycling Quotient |                   |                 |                          |               |

## وصلات خارجية
- لمحة عن سباق دفارز دور فلاندرز للسيدات 2022 على موقع  ProCyclingStats   (برو  سايكلنج  ستاتس) - إحصاءات  محترفي  الدراجات.
- دفارز دور فلاندرز للسيدات 2022 على موقع إحصائيات الدراجات الإحترافية (الإنجليزية)